# Тим море
Тим море или Team Seas је фонд који је осново јутјубер МрБист (Џими Доналдсон) и Марко Робер. Све донације иду непрофитним групама за заштиту и чишћење океана, чији је циљ да се што више смећа избаци из океана. Фондација обећава да ће уклонити 14.000.000 килограма океанског смећа тако што би за сваки донирани амерички долар уклонили око 0.5 килограма смећа из океана. Фондација је показала успешност тиме што је за 2 месеца успела да достигне буџет од 30.000.000 америчких долара.

## Позадина
Двојици јутјубера ова фондација представља само наставак ангажовања у спречавању еколошких катастрофа. Пре ове фондације основана је фондација Тим Дрвеће која је за циљ имала да прикупи 20 милиона америчких долара како би посадили што више стабала. Овим фондацијама успели су да уједине јутјуб тиме што су помогли у прикупљању средстава и ширењу свести о еколошким катастрофама. 
Све донације отишле су Фондацији Арбор Дej, организацији за садњу дрвећа, која обећава да ће засадити једно дрво за сваки донирани амерички долар. Фондација Арбор Деј је започела садњу у јануару 2020. године и у плану је да је заврши најкасније до децембра 2022. године. Од 25. децембра 2019, пројекат је прикупио више од 20,6 милиона америчких долара, надмашивши циљ прикупљања средстава за садњу 20 милиона стабала. Дрвеће ће бити засађено на јавним и приватним земљиштима у подручјима којима је то најпотребније.